# Johan Holmqvist
Johan Erik Daniel Holmqvist (24 maggio 1978) è un hockeista su ghiaccio svedese.

## Palmarès

### Mondiali
- 2 medaglie:
  - 1 oro (Lettonia 2006)
  - 1 bronzo (Svizzera 2009)